# Бет (Горњи Пиринеји)
Бет (фр. Bettes) насеље је и општина у јужној Француској у региону Миди Пирене, у департману Горњи Пиринеји која припада префектури Бањер де Бигор.
По подацима из 2011. године у општини је живело 65 становника, а густина насељености је износила 19,23 становника/km². Општина се простире на површини од 3,38 km². Налази се на средњој надморској висини од 600 метара (максималној 723 m, а минималној 395 m).

## Демографија
| 1962. | 1968. | 1975. | 1982. | 1990. | 1999. | 2011. |
| ----- | ----- | ----- | ----- | ----- | ----- | ----- |
| 56    | 79    | 72    | 76    | 66    | 62    | 65    |

График промене броја становника у току последњих година